# العكد (المنار)

تعديل مصدري - تعديل

العكد محلة تابعة لقرية بيت هريش، التابعة لعزلة المنار بمديرية بعدان إحدى مديريات محافظة إب في الجمهورية اليمنية، بلغ تعداد سكانها 82 حسب تعداد اليمن لعام 2004.